# No Sleep
No Sleep ist das einzige Album der ehemaligen deutschen Castingband LaVive, welche 2010 bei Popstars als Siegerband hervorgegangen war. Es wurde am 17. Dezember 2010 veröffentlicht. Der Titel des Albums bezieht sich auf die Debütsingle No Time for Sleeping.

## Lieder
Es wurden zwei Songs, die auf dem Album enthalten sind, veröffentlicht. Der Song I Swear, ein Cover von John Michael Montgomery, wurde von Gary Baker, einem der Songwriter des Liedes, zusammen mit den 11 Finalistinnen der neunten Popstars-Staffel im November 2010 veröffentlicht. Die erste offizielle Single der Band war jedoch No Time for Sleeping und wurde am 10. Dezember 2010 veröffentlicht.

### Titelliste
| Nr. | Titel                               | Autor(en)                                               | Länge |
| --- | ----------------------------------- | ------------------------------------------------------- | ----- |
| 1.  | How Deep Is Your Love               | Adrian Sina, Marius Moga                                | 3:43  |
| 2.  | No Time for Sleeping                | Smiley, Serban Cazan, Bogdan Albulescu, Joanna Oegar    | 3:31  |
| 3.  | Rock That City                      | Laurentiu Duta, Adam Powers                             | 3:18  |
| 4.  | Keep On                             | Martin „Fly“ Fliegenschmidt, Fiora Cutler, Ron Dohanetz | 3:45  |
| 5.  | UFO                                 | Denis Zet, Rocco Horn, Sarah West                       | 2:58  |
| 6.  | Burning Love                        | Connect-R                                               | 3:45  |
| 7.  | Hurtful                             | Tysper, Mack, Grizzly, Hassle                           | 3:02  |
| 8.  | Play Dump                           | Jorden Milnes, Jasmine Baird                            | 3:00  |
| 9.  | Unisex                              | Tudor Ionescu, Dan Denes                                | 3:18  |
| 10. | Empire of Love                      | Gary Baker, Matt Johnson, Josh Haselton                 | 3:28  |
| 11. | Will You Go with Me                 | Gary Baker, Matt Johnson, Kevin Richardson              | 4:04  |
| 12. | I Swear (Gary Baker feat. Popstars) | Gary Baker, Frank Myers                                 | 4:03  |

## Covergestaltung
Das Coverfoto zeigt die vier Bandmitglieder, die einzeln vor einem aus schwarzen und weißen Formen bestehenden Hintergrund posieren. Über ihnen ist das Bandlogo in goldener Farbe platziert, darüber – deutlich kleiner – in weißen Großbuchstaben vor schwarzem Hintergrund der Albumtitel und ein Herz.

## Kritik
Die Kritikerbewertungen des Albums waren überwiegend negativ. Insbesondere die fehlende Tiefgründigkeit des Albums wurde bemängelt:

„Schrecklich langweilig dröhnt dieser Dance-Pop-Schmufu aus den Boxen, nur die sinnbefreiten Texte unterbieten noch das komplette Fehlen jeglicher musikalischer Substanz. [...] Gedudel-Sounds, flache Produktion und immer das Gefühl, hier ein in wenigen Tagen hastig zusammengeschustertes Demo vor sich zu haben, sorgen für elf extrem langweilige, uninspirierte und kaum auseinanderzukennende Tracks. Die Bezeichnung "Song" verdient auf No Sleep höchstens die Grammy-prämierte Schnulze I Swear, die das Album als großes Special abrundet.“

Zudem äußerten einige Experten Zweifel daran, dass das Album die Basis für ein langes Bandbestehen sein könnte, da alle Songs in sehr kurzer Zeit produziert wurden:

„No Sleep bewegt sich retroperspektivisch durch die Geschichte des Chartpops mit gelegentlichen Abstechern in den Eurodance. Schon die erste Single No Time For Sleeping ist ein töricht erscheinender Dance-Hit, der mit seiner simplen Melodieführung und den hoch gepitchten Synthesizern schnell ins Ohr geht. Songs wie Keep On, Hurtful oder der Special Track I Swear zeigen zu Genüge, dass LaViVe auch Balladen singen können. Die meiste Zeit geht es auf No Sleep aber mit treibenden Beats auf die Tanzfläche. Ob das reicht, um "Girls Forever" zu werden und um die durchschnittliche Halbwertszeit einer Castingband zu überdauern, werden wir jetzt sehen. Jedenfalls, so lange unsere Aufmerksamkeit reicht.“

„No Sleep, das Debüt von LaVive, dürfte mit größter Wahrscheinlichkeit auch das letzte Album der vier Mädels sein. Denn auch LaVive müssen unter der ewigen Popstars-Crux leiden: Bereits in der Woche nach dem Gewinn der Show muss ein Album zeitnah in den Läden stehen. Dass die Songs, die auf den jeweiligen Debütalben landen, gut ausproduzierten, aber möglichst vielseitig einsetzbaren und deshalb etwas gesichtslosen Pop bieten, liegt also in der Natur der Sache. [...] Folglich gibt's auf No Sleep hauptsächlich Dancefloor-Pop zu hören, der sich kaum von mittelmäßigen Sarah-Connor-Songs unterscheidet. Da fallen der Einsatz eines Akkordeons (How Deep Is Your Love - kein Take-That- beziehungsweise Bee-Gees-Cover) oder ein etwas Retro-Soul-Gefühl atmender Song (Hurtful) schon fast positiv auf.“

## Singleauskopplungen
Die einzige Single des Albums wurde am 10. Dezember 2010 unter dem Titel No Time for Sleeping (Keine Zeit zum Schlafen) veröffentlicht.
In Deutschland erreichte die Single in der ersten Woche Platz 13 der Charts, fiel aber eine Woche später auf Rang 29. In den österreichischen Charts stieg das Lied auf Platz 12 ein, in der Schweiz erreichte die Single Platz 28. Dort war der Song nach einer Woche nicht mehr in den Charts vertreten.

## Chartplatzierungen
| ChartsChartplatzierungen | Höchstplatzierung | Wochen |
| ------------------------ | ----------------- | ------ |
| Deutschland (GfK)        | 44 (4 Wo.)        | 4      |
| Österreich (Ö3)          | 42 (4 Wo.)        | 4      |
| Schweiz (IFPI)           | 83 (2 Wo.)        | 2      |